# Chijic, Bihor
Chijic este un sat în comuna Copăcel din județul Bihor, Crișana, România. La recensământul din 2002 avea o populație de 317 locuitori.